# 中心区 (卡拉季县)
卡拉季县中心区（波斯語：‎） ，为伊朗厄尔布尔士省卡拉季县的一个区。据2006年统计，总人口为1,667,024，共460,242户。
卡拉季县中心区辖有6市3乡，分别为：卡拉季(Karaj)、姆赫达什特(Mahdasht)、卡马勒沙赫尔(Kamal Shahr)、穆罕默德沙赫尔(Mohammadshahr)、加尔姆达雷赫(Garmdarreh)、梅什金达什特(Meshkin Dasht)、加尔姆达雷赫乡(Garmdarreh)、卡马拉巴德乡(Kamalabad)、穆罕默德阿巴德乡(Mohammadabad)。